# アルテム・クニャゼフ
アルテム・クニャゼフ（ロシア語ラテン翻字: Artem Knyazev, 1980年5月16日 - ）は、ウズベキスタンタシュケント出身の男性フィギュアスケート選手。2006年トリノオリンピックペアウズベキスタン代表。パートナーはマリナ・アガニナなど。

## 経歴
タシュケントに生まれ、5歳のころにスケートを始めた。ジュニア時代の初期にはイリーナ・ガルキナとペアを組み、1996-1997年シーズンと1997-1998年シーズンの世界ジュニア選手権に2度出場するも最高位は15位であった。1998-1999年シーズンからはイリーナ・シャバノワとペアを結成し、1999年四大陸選手権、2000年四大陸選手権および世界ジュニア選手権にも出場するが、1999-2000年シーズン終了後に解散し、直後にマリナ・アガニナとペアを結成した。
2000-2001年シーズン、世界ジュニア選手権に出場し16位となり、シニアクラスの2001年四大陸選手権にも出場し11位となった。2002-2003年シーズン、ゴールデンスピンおよびアジア大会で3位表彰台。翌2003-2004年シーズンよりISUグランプリシリーズに参戦を果たした。2005-2006年シーズン、オリンピック初出場となったトリノオリンピックでは、ショートプログラムとフリースケーティングで伸び悩み16位に終わった。2007年世界選手権後、引退。現在はフィギュアスケートコーチ兼振付師に転進した。

## 主な戦績
- 戦績はマリナ・アガニナとのペア時。

| 大会/年            | 2000-01 | 2001-02 | 2002-03 | 2003-04 | 2004-05 | 2005-06 | 2006-07 |
| ------------------ | ------- | ------- | ------- | ------- | ------- | ------- | ------- |
| オリンピック       |         |         |         |         |         | 16      |         |
| 世界選手権         |         | 20      | 20      | 19      | 14      | 16      | 21      |
| 四大陸選手権       | 11      |         | 10      | 10      | 8       | 8       | 8       |
| GP中国杯           |         |         |         |         | 7       | 7       |         |
| GPNHK杯            |         |         |         | 10      | 9       | 6       |         |
| アジア大会         |         |         | 3       |         |         |         | 4       |
| ネーベルホルン杯   |         |         |         |         |         | 15      |         |
| シェーファー記念   |         |         |         |         |         | 10      |         |
| スケートイスラエル |         |         |         | 2       |         |         |         |
| ゴールデンスピン   |         |         | 3       |         |         |         |         |
| 世界Jr.選手権      | 16      |         |         |         |         |         |         |

### 詳細
| 2006-2007 シーズン |                                                              |          |         |          |
| 開催日             | 大会名                                                       | SP       | FS      | 結果     |
| 2007年3月19日-25日 | 2007年世界フィギュアスケート選手権（東京）                   | 21 40.60 | -       | 21       |
| 2007年2月7日-10日  | 2007年四大陸フィギュアスケート選手権（コロラドスプリングス） | 9 36.08  | 8 65.33 | 8 101.41 |

| 2005-2006 シーズン    |                                                              |          |          |           |
| 開催日                | 大会名                                                       | SP       | FS       | 結果      |
| 2006年3月19日-26日    | 2006年世界フィギュアスケート選手権（カルガリー）             | 15 41.17 | 16 73.35 | 16 114.52 |
| 2006年2月10日-26日    | トリノオリンピック（トリノ）                                 | 15 44.02 | 17 75.53 | 16 119.55 |
| 2006年1月23日-29日    | 2006年四大陸フィギュアスケート選手権（コロラドスプリングス） | 8 45.41  | 8 78.19  | 8 123.60  |
| 2005年12月1日-4日     | ISUグランプリシリーズ NHK杯（大阪）                          | 6 38.52  | 6 75.56  | 6 114.08  |
| 2005年11月3日-6日     | ISUグランプリシリーズ 中国杯（北京）                         | 8 36.72  | 7 77.74  | 7 114.46  |
| 2005年10月12日-16日   | 2005年カールシェーファーメモリアル（ウィーン）               | 11 37.95 | 10 71.59 | 10 109.54 |
| 2005年9月29日-10月2日 | 2005年ネーベルホルン杯（オーベルストドルフ）                 | 13 37.69 | 15 65.14 | 15 102.83 |

| 2004-2005 シーズン  |                                                |          |          |           |
| 開催日              | 大会名                                         | SP       | FP       | 結果      |
| 2005年3月14日-20日  | 2005年世界フィギュアスケート選手権（モスクワ） | 15 44.44 | 15 79.16 | 14 123.60 |
| 2005年2月14日-20日  | 2005年四大陸フィギュアスケート選手権（江陵）   | 7 42.16  | 8 76.35  | 8 118.51  |
| 2004年11月10日-14日 | ISUグランプリシリーズ 中国杯（北京）           | 8 41.50  | 6 75.20  | 7 116.70  |
| 2004年11月4日-7日   | ISUグランプリシリーズ NHK杯（名古屋）          | 9 40.70  | 9 70.76  | 9 111.46  |

| 2003-2004 シーズン  |                                                    |          |          |           |
| 開催日              | 大会名                                             | SP       | FP       | 結果      |
| 2004年3月22日-28日  | 2004年世界フィギュアスケート選手権（ドルトムント） | 19       | 19       | 19        |
| 2004年2月19日-25日  | 2004年四大陸フィギュアスケート選手権（ハミルトン） | 10       | 10       | 10        |
| 2003年11月27日-30日 | ISUグランプリシリーズ NHK杯（旭川）                | 10 37.76 | 10 67.28 | 10 105.04 |

| 2002-2003 シーズン |                                                      |    |    |      |
| 開催日             | 大会名                                               | SP | FP | 結果 |
| 2003年3月24日-30日 | 2003年世界フィギュアスケート選手権（ワシントンD.C.） | 20 | 20 | 20   |
| 2003年2月10日-16日 | 2003年四大陸フィギュアスケート選手権（北京）         | 11 | 10 | 10   |
| 2002年11月6日-10日 | 2002年ゴールデンスピン（ザグレブ）                   | 3  | 3  | 3    |